# Joytime II
| Оценки критиков | Оценки критиков |
| Источник        | Оценка          |
| --------------- | --------------- |
| Pitchfork       | 4.2/10          |
| Rolling Stone   | [ 2 ]           |

Joytime II — это второй студийный альбом американского диджея и рекорд-продюсера Marshmello. Он был выпущен 22 июня 2018 года.

## Предыстория
Согласно статье Billboard, Marshmello обещал, что альбом будет похож на своего предшественника Joytime. Во время своего выступления на фестивале Electric Daisy Carnival в 2018 году Маршмелло сыграл музыку из альбома, позже он загрузил видео своего выступления в Twitter. Также он разместил обложку альбома в Instagram, добавив к ней подпись «За весь мой день один меллоганг… Joytime II, альбом скоро появится».

## Список композиций
Вся музыка написана Marshmello.
| №                   | Название            | Длительность |
| ------------------- | ------------------- | ------------ |
| 1.                  | «Stars»             | 4:06         |
| 2.                  | «Together»          | 4:06         |
| 3.                  | «Rooftops»          | 2:57         |
| 4.                  | «Check This Out»    | 3:39         |
| 5.                  | «Flashbacks»        | 2:45         |
| 6.                  | «Tell Me»           | 2:38         |
| 7.                  | «Paralyzed»         | 3:39         |
| 8.                  | «Power»             | 3:42         |
| 9.                  | «Imagine»           | 3:51         |
| Общая длительность: | Общая длительность: | 31:23        |